# Funzionalismo (sociologia)
Il funzionalismo è uno dei principali approcci sociologici. Ha ricoperto per diversi anni, a partire dal secondo dopoguerra una posizione dominante tra le teorie sociologiche contemporanee.
Nel funzionalismo la società è concepita come un insieme di parti interconnesse tra di loro. Nessuna di esse, quindi, può essere intesa isolata dalle altre, ma solamente nel suo contesto. Le relazioni che intercorrono tra le parti della società sono di tipo funzionale, ovvero ogni elemento svolge un particolare compito che, unito a tutti gli altri, concorre a creare e mantenere l'equilibrio e l'ordine sociale. Esiste dunque, per il funzionalismo, uno stato di equilibrio nella società che si ha quando ogni parte svolge correttamente il proprio compito.
Per questo motivo possiamo affermare che il funzionalismo è basato sul modello del sistema organico che troviamo nelle scienze biologiche. Ad esempio Durkheim, uno dei fondatori di questa teoria, pur non facendo mai riferimento al termine "funzionalismo", pone l'attenzione sul concetto di "funzione" intesa quale attività volta al soddisfacimento dei bisogni generali dell'organismo sociale, inteso quale organismo sui generis, dotato di un'autonoma natura.

## Descrizione
Il concetto fondamentale del funzionalismo sociologico è lo studio della società, intesa come una globalità di strutture sociali e culturali (costumi, credenze, riti, tecniche, azioni sociali, ecc.), relazionate fra loro, la cui funzione è quella di contribuire a preservare quelle condizioni essenziali per l'esistenza del sistema sociale indagato.
Lo scopo dell'analisi è quello di verificare la natura di quelle condizioni e il loro rapporto con le strutture; di studiare i meccanismi in base ai quali l'alterazione di una struttura può trascinare tutto il sistema ad un mutamento. Il funzionalismo vede la società come un organismo o un sistema nel quale le singole parti rispondono a specifiche funzioni.
Il funzionalismo si è diffuso nell'ambito sociologico a partire dagli anni quaranta del Novecento, grazie al lavoro di Talcott Parsons, Robert K. Merton e Marion J. Levy Jr., che si fonda sul funzionamento del sistema piuttosto che sull'individuo, diversamente dal "microfunzionalismo" proposto da Kurt Lewin.

### Il concetto di funzione
L'antropologo Bronisław Malinowski, considerato il padre del funzionalismo, definiva la funzione come l'utilità di un fenomeno per l'ordine e la sopravvivenza della società in cui tale fenomeno si inserisce. Vi è dunque un'evidente connessione fra la funzione e il bisogno nell'ottica di una visione organicistica della società.

## Storia

### Le origini del funzionalismo: i classici e Talcott Parsons
Il funzionalismo era già presente in molti autori classici della sociologia come Auguste Comte, Émile Durkheim, Herbert Spencer, Alfred Reginald Radcliffe-Brown ma sarà Talcott Parsons, nei primi anni '50, a definire il funzionalismo come lo conosciamo oggi riprendendo i concetti di "struttura" (connessione fra le parti) e "funzione" (conseguenze positive delle parti per l'esistenza e la sopravvivenza del tutto) proposti da Herbert Spencer (rigettandone l'analogia società-organismo vivente) ed Émile Durkheim. Dalla loro unione deriva il nome dell'approccio parsonsiano "struttural-funzionalismo". Inoltre, riprende anche Radcliffe-Brown per elaborare il noto schema AGIL (acronimo di Adaptation, Goals Attainment, Integration, Latency).

### Lo schema AGIL
Secondo Talcott Parsons ogni sistema sociale deve assolvere quattro funzioni per esistere e sopravvivere nel tempo:
1. Adaptation (adattamento all'ambiente esterno). Funzione di acquisizione dall'esterno di risorse di cui il sistema ha bisogno scambiandole con risorse provenienti dal sistema stesso. Vi assolvono le istituzioni economiche.
2. Goals Attainment (conseguimento degli scopi). Funzione di definizione e conseguimento degli obiettivi necessari al funzionamento della società. Vi assolvono le istituzioni politiche.
3. Integration (integrazione). Funzione di ordine sociale. Vi assolvono le istituzioni giuridiche.
4. Latency (mantenimento del modello). Funzione di trasmissione dei modelli culturali fra generazioni. Istituzioni come la famiglia, la scuola, la chiesa.[8]

Le quattro funzioni elencate si dispongono in uno schema a due dimensioni:
- direzione (verso l'interno o verso l'esterno del sistema);
- riferimento (ai mezzi o agli scopi).

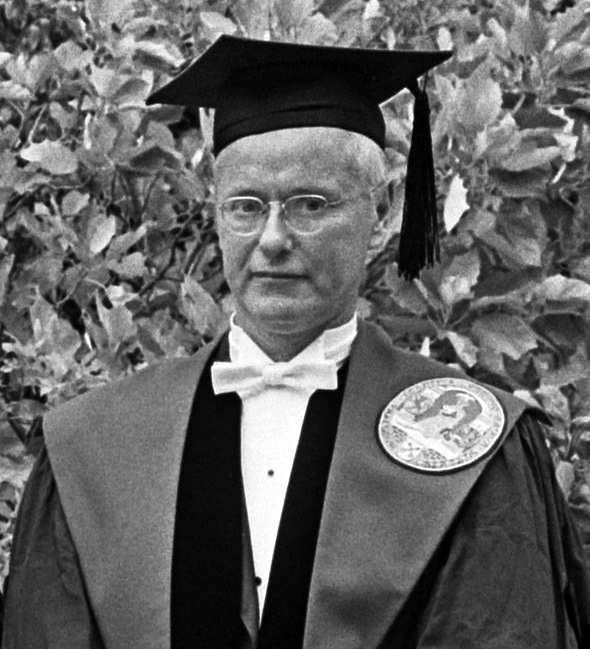
Robert K. Merton introdusse l'indirizzo del funzionalismo relativo.

|         | Mezzi      | Scopi            |
| ------- | ---------- | ---------------- |
| Esterno | Adaptation | Goals Attainment |
| Interno | Latency    | Integration      |

### Il funzionalismo relativo di Robert K. Merton
Robert K. Merton entrò in contrasto con le tesi di Talcott Parsons proponendosi di rendere compatibile il funzionalismo con l'analisi empirica introducendo alcuni nuovi concetti:
- l'equivalente funzionale: ogni elemento sociale svolge più funzioni, ad esempio le ideologie sono state viste come equivalenti funzionali delle religioni nelle società secolarizzate del Novecento;
- il contesto strutturale: le interdipendenze strutturali esistenti;

- la disfunzione: alcuni elementi sociali ostacolano gli obiettivi di adattamento e sopravvivenza;

- la funzione manifesta: azione messa in atto volontariamente dagli individui al il contrario della funzione latente (la "L" dello schema AGIL).[5] Per esempio, una danza della pioggia non si spiega con l'intento manifesto di far piovere, bensì con quello rituale, ovverosia con la funzione latente di integrazione e coesione sociale che tale danza svolge per la tribù.[1][10]

### Il funzionalismo strutturale di Niklas Luhmann

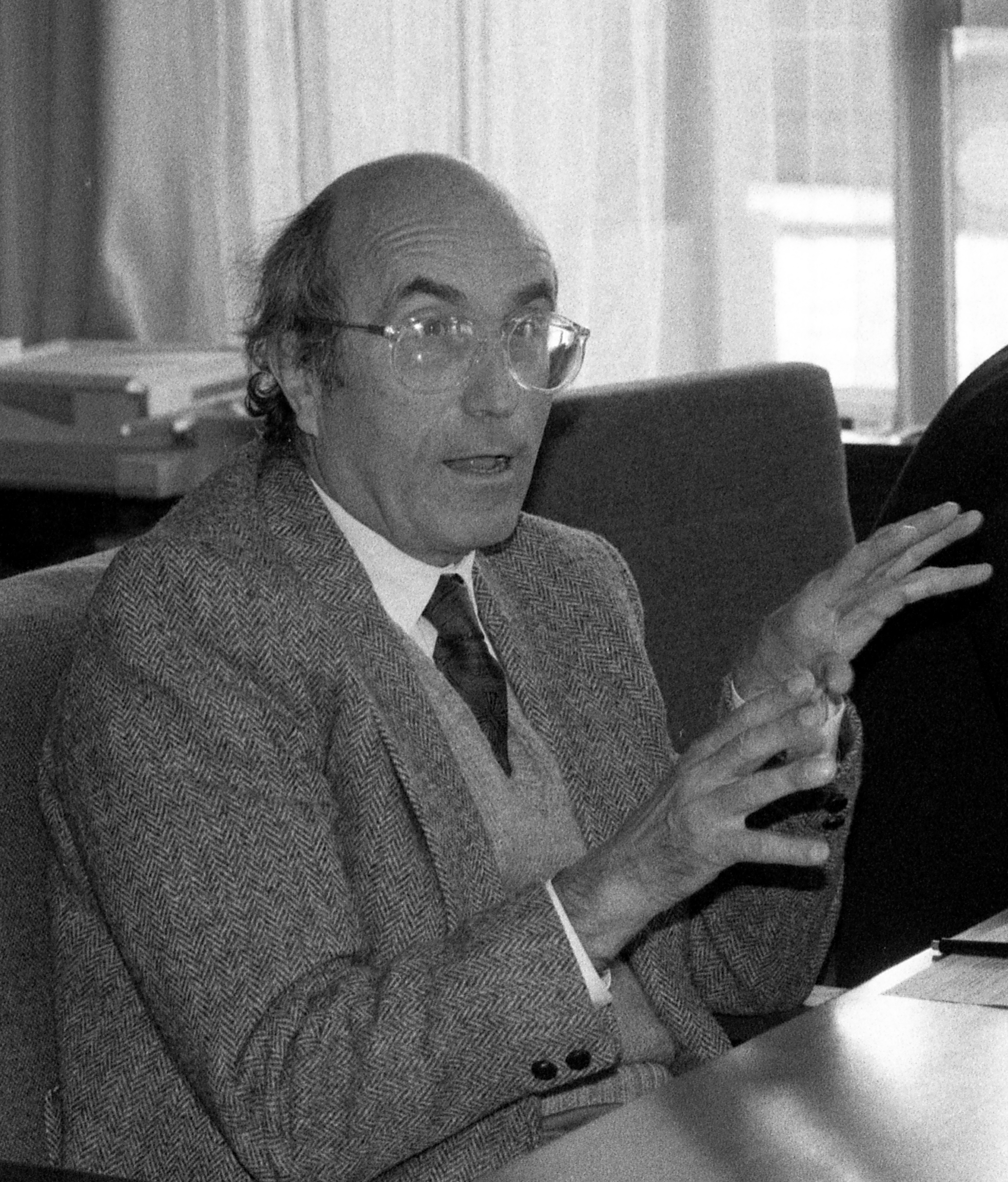
Niklas Luhmann

Il sociologo e filosofo tedesco Niklas Luhmann propone una nuova concezione del funzionalismo nel 1984, sviluppando l'analisi di Parsons e distaccandosi in parte da essa. La sua teoria si applica (diversamente da quella di Parsons) soltanto alle società contemporanee complesse e assume che la stabilizzazione della società dipende dalla sua capacità di risposta alle sfide dell'esterno e lo fa selezionando solo una parte dell'infinità di informazioni che provengono da fuori. Tale processo è definito "riduzione di complessità"  (cioè numero delle sue componenti, varietà, variabilità nel tempo e ampiezza e incidenza delle loro relazioni). La complessità collega al concetto di "senso", il quale, per essere costruito, necessita di selezionare le possibilità provenienti dal mondo e attuarle. Concepisce i sistemi sociali come autoipotetici e autoreferenziali e devono preservare i propri confini dall'ambiente interno e dai sistemi esterni trasformandone gli stimoli in una risorsa interna.